# Оливник смугастоволий
Оли́вник смугастоволий (Ixos malaccensis) — вид горобцеподібних птахів родини бюльбюлевих (Pycnonotidae). Мешкає в Південно-Східній Азії.

## Поширення і екологія
Смугастоволі оливники мешкають на Малайському півострові, на Суматрі, Калімантані та на сусідніх островах. Вони живуть у вологих тропічних лісах і на болотах. Зустрічаються на висоті до 1200 м над рівнем моря.

## Збереження
МСОП класифікує стан збереження цього виду як близький до загрозливого. Смугастоволим оливникам загрожує знищення природного середовища.